# Флорит, Карлос Альберто
Карлос Альберто Флорит (исп. Carlos Alberto Florit; 30 ноября 1929, Генуя, Италия — 18 января 2010, Сан-Исидро, Аргентина) — аргентинский государственный деятель, министр иностранных дел (1958—1959).

## Биография
Являлся ученым в области международного права.
В 1958—1959 гг. — министр иностранных дел Аргентины в администрации президента Артуро Фрондиси. Выступал за демократизацию континента и развитие латиноамериканской интеграции. В период его руководства МИД произошел инцидент с похищением на Кубе знаменитого аргентинского автогонщика Хуана Фанхио, который вскоре был отпущен повстанцами, заявившими, что пошли на этот шаг для того, чтобы весь мир узнал, что страна восстала против диктатуры Батисты.